# Jean-François Regnard
Jean-François Regnard, född 7 februari 1655 i Paris, död 4 september 1709 i Dourdan, var en fransk författare och dramatiker. Han var också en av de första turister som besökte Lappland. 
Regnard var son till en rik köpman som dog tidigt och efterlämnade en stor förmögenhet. Som ung utnyttjade Regnard sitt ekonomiska oberoende för att kunna resa. På hemväg från Italien 1677 blev han tillfångatagen av sjörövare och förd till Alger, där både han och hans sällskap blev sålda som slavar. Efter att en lösensumma betalats lyckades de ta sig tillbaka till Frankrike.

## Resa i Lappland
År 1681 gav sig Regnard ut på en ny resa tillsammans med två vänner, denna gång norrut. Mer eller mindre av en slump hamnade de i Stockholm, där de fick audiens hos Karl XI. Denne uppmanade fransmännen att fortsätta till Lappland. Regnard och hans vänner nappade på idén och avreste den 23 juli med båt till Torneå, dit de anlände redan fyra dagar senare. De fortsatte sedan uppför Torneälven. I Jukkasjärvi stannade de till några dagar och ägade sig under den tiden åt att i såväl trä som sten rista in en vers:
Gallia nos genuit, vidit nos Africa, Gangem

Hausimus, Europeamque oculis lustravimus omnem:

Casibus et variis acti terraque marique,

Stetimus hic tandem, nobis ubi defuit orbis

de Fercourt, de Corberon, Regnard.

I svensk översättning:

Gallien oss födas såg: oss Afrika sett; vi ur Ganges

druckit, och hela Europa med egna ögon vi beskådat;

Sedan av skiftande öden vi drivits på land och på haven

Äntligen här vi gjorde halt, där världen för oss tagit ända

de Fercourt, de Corberon, Regnard.

Trätavlan efterlämnades i Jukkasjärvi, där den fortfarande kan beskådas i kyrkan. Stentavlan medfördes på den vidare färden, som gick till Torne träsk. Där uppsattes den på ett berg vid sjön, som enligt Regnards beskrivning var högre än de omgivande bergen. Stentavlan sågs 1718 av en annan fransk resenär, Aubry de La Motraye, men har därefter inte kunnat återfinnas. 
Från Torne träsk reste sällskapet tillbaka till Torneå, där man bland annat bevistade prästen Johannes Tornæus begravning. Efter en båtfärd till Hudiksvall besöktes Falun och Sala innan sällskapet kom till Uppsala och bland andra träffade Olof Rudbeck. Återfärden till Frankrike gick över östra Europa.
Jean-François Regnard skrev boken Voyage de Laponie om sin Lapplandsresa. Den är en mustig reseskildring som också innehåller många etnografiska uppgifter om samerna. I allt väsentligt har emellertid det etnografiska stoffet hämtats från Johannes Schefferus Lapponia.
Efter Lapplandsresan slog sig Regnard ned på slottet Grillon nära Dourdan utanför Paris. Där ägnade han sig under återstoden av sitt liv åt att skriva dramatiska komedier.